# アレックス・ロバーツ
アレックス・ロバーツ（Alex Roberts、1976年4月11日 - ）は、アメリカ合衆国の男性キックボクサー、総合格闘家。イングランド・ロンドン出身。空柔拳会館所属。元MA日本ヘビー級王者。元HEATキックルール ヘビー級王者。元J-Network ヘビー級王者。
2002年から日本に在住し、千葉県千葉市の公立小学校で英語補助教員(ALT)を務めている。通常会話は流暢な日本語でこなし、インタビューでも通訳を必要としない。
(同名の「One Championship」出場のオーストラリア人選手（The Pit）は別人。）

## 人物
少年時代に父親の仕事の関係で、イギリスや南アフリカ、アメリカなど諸国を移り住む経験をした後、十代前半は主にイギリスで生活。そのため異文化での生活が苦にならないという。学生時代はサッカーとラグビーに没頭したが、UFCでのホイス・グレイシーの活躍に刺激を受けて、格闘技を志すようになった。アメリカで大学卒業後、2000年に日本語習得のために来日。当初は、剣道やテコンドーで武道精神を学び、友人の誘いで空柔拳会館に入門。
小学校の英語学習補助員を務めており、毎年年度最後の授業では、生徒たちに自分のキックボクシングでのビデオを見せ、活動内容を英語で語る授業を行う。趣味はスキー、映画観賞と読書。

## アマチュア時代
2001年、空手入門から一年足らずで、5月5日「第12回新空手道全日本選手権大会」に出場。重量級で寒川直喜らと対戦し、決勝進出。百瀬竜徳に、延長判定0-3で敗退。準優勝に終わる。。
2002年、大道塾主催のオープントーナメント「北斗旗全日本空道無差別選手権大会」（11月17日　国立代々木体育館）に参戦。194センチの長身から振り下ろされるパンチと強烈な膝を武器に勝ち進み、外様ながら優勝戦線を脅かし、“巨神兵”セミー・シュルトの再来と話題となる。準決勝で清水和磨と対戦。本線終了直前にアキレス腱固めに捉えられ、一本とはならなかったものの、このポイントが祟って判定で破れる。翌年の同大会（11月30日　ディファ有明）でも同じく準決勝まで進むも、この大会の優勝者山崎進に判定で破れた。
2003年「第22回アマチュアシュートボクシング関東大会」（5月25日　神奈川県立体育センター本館）に参戦。重量級優勝。

## 総合格闘技
2003年6月15日、「キングダム・エルガイツ〜"Success Access"」に参戦。初のMMAルール戦で、2002年全日本アマチュア修斗クルーザー級準優勝の高野圓真を打撃のみでTKO勝ち。
2004年、プロ転向を決意。
2004年2月6日、パンクラスに初参戦。ハー・スン・ジンと対戦し、パウンドでTKO負け。
9月24日、謙吾（パンクラスism）に 判定2-1でパンクラス初勝利。
空手家だけにグラウンド技術の未熟さが目立ったが、得意の打撃戦では当時売り出し中であった山岸正裕を、パンチ一発でKOーー引退に追い込むなど強烈な印象を残し、パンクラススーパーヘビー級3位にランキングされた。王座挑戦の前哨戦として組まれた、アンソニー・ネツラー戦。序盤打撃ラッシュでダウン寸前まで追い込むが、一発逆転のヒールホールドでタップアウト負けを喫した。この試合で膝十字靭帯を損傷、この一戦をクリアすれば、チャンピオンだった高阪剛との王座戦が実現する予定であった。

## キックボクシング
2004年、MMAと平行して、キックボクシングでもプロデビュー。
7月4日、アマチュア時代に新空手で後塵を拝した百瀬竜徳とR.I.S.E. 「The Law of The Ring（リングの掟）〜日本 vs 世界〜」で再戦。1Rに2度のダウンを奪われるも、2Rにダウンを奪い返し、判定ドロー。百瀬は鼻骨骨折を負った。
2006年、R.I.S.E.ヘビー級の頂点を決める「G-Bazookaトーナメント」に参戦。3連続KO勝ちで優勝を果たした。
同年5月には新イベントMARSのキック部門のメインイベントを務め、32戦中2敗という強豪、WBCムエタイ世界王者ネイサン・コーベットに生涯初のKO負けを味わわせた。また、この試合は、当初K−1ルールでの対戦予定だったが、大会前日のルールミーティングの席上、コーベットのルール変更の挑発に乗り、相手が最も得意とする肘あり、首相撲フリーの過酷なルールに変更された因縁含みの一戦だった。
2007年4月、プロアマ通してのライバルであった百瀬竜徳、8月には琉球唐手の流れを汲むMr.神風を相次いでKOで葬り、連続KO記録を6と伸ばす。そして、ついに11月には2006年K-1ジャパンGP準優勝者・富平辰文をも激破。
2008年1月、シュートボクシングへの参戦を表明（一部メディアで「入団」との報道もあったが、道場の「加盟」でもなく、また加盟ジムへの移籍でもないため、あくまで個人参戦）。同年2月3日に初参戦。西脇恵一と対戦し、左ローキックでKO勝ち。
同年4月、キック8連勝の戦績を引っさげてK−1参戦を果たす。前年のK-1 GPベスト4のグラウベ・フェイトーザに2R左ハイキックでKO負け。この試合では、シュートボクシングのロングスパッツをはいて試合に臨んだ。2010年7月オーストラリアで開催されたオセアニアGPでも、極真同門のエヴェルトン・テイシェイラにKO負け。極真ブラジル勢の厚い壁に、メジャー進出を阻まれた形となる。これ以降、怪我も多く迷走状態が続く。

## 雌伏期間〜復活へ
2008年11月30日、R.I.S.E. 51で勝利したR.I.S.E.ヘビー級王者ファビアーノ・サイクロンにリング上からタイトルマッチでの対戦を要求され、客席にいたロバーツも快諾。2009年1月31日、R.I.S.E. 52でファビアーノ・サイクロンとヘビー級王座タイトルマッチで対戦予定であったが、サイクロンの練習中の怪我により欠場となった。サイクロンの同門でもある百瀬竜徳が対戦相手として名乗りを上げたが、3度目の対戦でKO勝ちしている事から対戦を拒否し、試合は消滅した。
2009年8月11日のK-1 WORLD GP 2009 IN TOKYOで行われた世界最終予選に出場し1回戦でダニエル・ギタと対戦予定であったが、左下腿三頭筋挫傷により欠場となった。
2012年5月、ホーストカップでは、欠場した内田ノボルの対戦相手として、トーマス・サララと急きょ対戦も3-0判定負け。2012年9月、前年TITANS NEOSでドローに終わった、天田ヒロミとBigbangで再戦。KO負けを喫する。同年12月2日熊本で開催された、神風塾「LEGEND 3」においてボクシングの五輪スペイン代表でドージョー・チャクリキ所属のフランク・ムニョスと対戦しドロー。
2013年1月28日、かつてRISE G-Bazookaトーナメント一回戦で破ったマグナム酒井との再戦要求を受け、MAキックに参戦。ノンタイトル戦ながら現役王者の酒井を撃破。翌年酒井の返上した王座を争う、MA日本ヘビー級第7代王者決定トーナメントに参戦。2014年の正月興行で開催された決勝戦、J-Networkヘビー級王者でもあった楠ジャイロに勝利。常設王座としては初のベルト奪取、第7代ヘビー級王者に。返す刃で、同年6月8日、7年ぶりに参戦したHEATでは、ヘビー級王座に挑戦。王者プリンス・アリに判定勝利して、第4代王座に就く。
2017年8月20日　J-Networkヘビー級王者決定戦での王座決定戦に、タイトルマッチ挑戦者決定トーナメントの覇者・ランキング２位の坂本英則（修実館）にTKO勝利。自身三本目のベルトを奪取。
2019年3月10日「Rise World Series 1st Round」のTV解説にゲストで参加。
2019年5月　J-Netヘビー級王座を返上。
　　　　　　怪我が続いたこともあり、現役生活を終え、アメリカに帰国。
(※2023年「One Championship」での復帰説が流れたが、同名のオーストラリア人選手（The Pit）で、別人。）

## 戦績

### キックボクシング
| キックボクシング 戦績 | キックボクシング 戦績 | キックボクシング 戦績 | キックボクシング 戦績 | キックボクシング 戦績 | キックボクシング 戦績 | キックボクシング 戦績 |
| --------------------- | --------------------- | --------------------- | --------------------- | --------------------- | --------------------- | --------------------- |
| 25 試合               | (T)KO                 | 判定                  | その他                | 引き分け              | 無効試合              |                       |
| 17 勝                 | 13                    | 4                     | 0                     | 3                     | 0                     |                       |
| 5 敗                  | 3                     | 2                     | 0                     | 3                     | 0                     |                       |

| 勝敗 | 対戦相手                     | 試合結果                            | 大会名                                                                      | 開催年月日     |
| ◯    | 坂本英則                     | 4R 1'36" TKO                        | J-NETWORK「J-KICK 2017～J-NETWORK 20th Anniversary～3rd」                   | 2017年8月20日  |
| ×    | 清水賢吾                     | 判定2-1                             | 「RISE105」                                                                 | 2015年5月31日  |
| ○    | 我龍真吾                     | 1R 2:55 TKO（レフェリーストップ     | MAキック「士道館新春興行MA日本4大タイトルマッチ～添野道場45周年記念大会～」 | 2015年2月11日  |
| ○    | プリンス・アリ               | 判定3-0                             | HEAT「HEAT 32」                                                             | 2014年6月8日   |
| ○    | 訓-NORI-                     | 1R 2:11KO（ハイキック）             | J-Network「「The sign of brave heart～ 1st」」                              | 2014年3月29日  |
| ○    | 楠ジャイロ                   | 3R 2:13" KO (顔面への左膝蹴り)      | MAキック「士道館新春興行 世界、日本4大タイトルマッチ」                      | 2014年1月19日  |
| ○    | 林武重                       | 3R 1:04" KO（パンチ連打）           | MAキック「DRAGON.3 ～THE ONE AND ONLY～ 門戸開放」                          | 2013年11月4日  |
| ○    | マグナム酒井                 | 3R 1'04" KO（パンチ連打）           | MAキック「BREAK-33 ～新春士道館興行～」                                     | 2013年1月28日  |
| △    | フランク・ムニョス           | 3R終了 判定1-0                      | 神風塾「LEGEND 3」                                                          | 2012年12月2日  |
| ×    | 天田ヒロミ                   | 2R 1:07 KO（パンチ連打）            | Bigbang ～統一への道～ 其の十                                               | 2012年9月2日   |
| ×    | トーマス・サララ             | 3R終了 判定3-0                      | ホーストカップ 「Departure」                                                | 2012年5月20日  |
| △    | 天田ヒロミ                   | 3R終了 判定1-0                      | 新日本キックボクシング協会「TITANS NEOS X」                                 | 2011年9月4日   |
| ×    | エヴェルトン・テイシェイラ   | 1R 2:00 KO（右フック）              | K-1 OCEANIA GP 2010 Australia Canberra                                      | 2010年7月10日  |
| ○    | 岩下雅大                     | 3R終了 判定3-0                      | SHOOT BOXING 2009 武志道-bushido- 其の伍                                    | 2009年11月18日 |
| ○    | マジェスキー・ザ・ハリケーン | 1R 1:41 KO（3ノックダウン：膝蹴り） | SHOOT BOXING 2008 火魂〜Road to S-cup〜 其の四                              | 2008年7月21日  |
| ×    | グラウベ・フェイトーザ       | 2R 1:58 KO（左ハイキック）          | K-1 WORLD GP 2008 IN YOKOHAMA                                               | 2008年4月13日  |
| ○    | 西脇恵一                     | 1R 2:05 KO（左ローキック）          | SHOOT BOXING 2008 火魂〜Road to S-cup〜 其の壱                              | 2008年2月3日   |
| ○    | 富平辰文                     | 3R終了 判定3-0                      | HEAT 5                                                                      | 2007年11月25日 |
| ○    | ミスター神風                 | 2R 2:34 KO（左ハイキック）          | HEAT 4 〜MEGA BATTLE HEAT from NAGOYA〜                                     | 2007年8月11日  |
| ○    | 百瀬竜徳                     | 1R 2:10 KO（右ハイキック）          | R.I.S.E. FIREBALL 1                                                         | 2007年4月12日  |
| ○    | ネイサン・コーベット         | 2R 1:51 KO（右ハイキック）          | MARS WORLD FIGHTING GP in 幕張                                              | 2006年5月13日  |
| ○    | 悠羽輝                       | 1R 0:20 KO（右ローキック）          | R.I.S.E. G-BAZOOKA TOURNAMENT '06 【決勝】                                  | 2006年3月26日  |
| ○    | コウイチ・ペタス             | 1R 2:30 KO（右ハイキック）          | R.I.S.E. G-BAZOOKA TOURNAMENT '06 【準決勝】                                | 2006年3月26日  |
| ○    | マグナム酒井                 | 2R 0:37 KO（右膝蹴り）              | R.I.S.E. G-BAZOOKA TOURNAMENT '06 【1回戦】                                 | 2006年3月26日  |
| △    | 百瀬竜徳                     | 3R終了 判定0-1                      | R.I.S.E. The Law of The Ring（リングの掟）〜日本 vs 世界〜                  | 2004年7月4日   |

### 総合格闘技
| 総合格闘技 戦績 | 総合格闘技 戦績 | 総合格闘技 戦績 | 総合格闘技 戦績 | 総合格闘技 戦績 | 総合格闘技 戦績 | 総合格闘技 戦績 |
| --------------- | --------------- | --------------- | --------------- | --------------- | --------------- | --------------- |
| 4 試合          | (T)KO           | 一本            | 判定            | その他          | 引き分け        | 無効試合        |
| 2 勝            | 1               | 0               | 1               | 0               | 0               | 0               |
| 2 敗            | 1               | 1               | 0               | 0               | 0               | 0               |

| 勝敗 | 対戦相手                 | 試合結果                | 大会名                    | 開催年月日    |
| ×    | アンソニー"辰治"ネツラー | 1R 1:53 ヒールホールド  | PANCRASE 2005 SPIRAL TOUR | 2005年9月4日  |
| ○    | 山岸正裕                 | 1R 0:27 KO（アッパー）  | PANCRASE 2005 SPIRAL TOUR | 2005年7月10日 |
| ○    | 謙吾                     | 5分2R終了 判定2-1       | PANCRASE 2004 BRAVE TOUR  | 2004年9月24日 |
| ×    | ハー・スン・ジン         | 1R 1:22 TKO（パウンド） | PANCRASE 2004 BRAVE TOUR  | 2004年2月6日  |

## 獲得タイトル
- R.I.S.E. G-BAZOOKA TOURNAMENT '06　第二代王者（2006年）
- 第7代MA日本ヘビー級王座（2014年）
- 第4代HEATキックルール ヘビー級王座（2014年）
- 第7代J-NETWORKヘビー級王者（2017年）